# Vahle (Uslar)
Vahle ist ein Ortsteil der Stadt Uslar in Südniedersachsen mit 238 Einwohnern.

## Lage
Vahle liegt im Landkreis Northeim an den südlichen Ausläufern des Sollings. Die Kernstadt von Uslar liegt 2 Kilometer südwestlich, die beiden Nachbarorte Eschershausen und Dinkelhausen sind jeweils 1,5 Kilometer entfernt.
Die Kreisstadt Northeim liegt 21 Kilometer Luftlinie weiter östlich, die nächste Großstadt Göttingen 23 Kilometer südöstlich. Die Landeshauptstadt Hannover liegt ca. 78 Kilometer nördlich von Vahle und Berlin 279 Kilometer nordöstlich (alle Angaben Luftlinie).
Der Ort befindet sich auf einer Höhe von etwa 200 Metern über NN und wird von Wiesen und Feldern umgeben. Im Norden steigt der dicht bewaldete Solling auf über 500 Meter an.

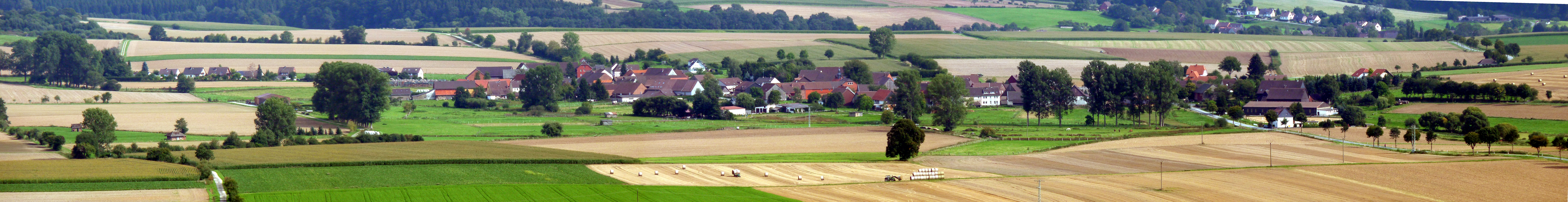
Blick von Südwesten auf Vahle

## Geschichte
Das Dorf wird 1141 erstmals als „Valede“ genannt. In einer Schrift des Staatsarchivs in Hannover vom 18. Mai 1488 heißt es u. a.: „… an Abt und Convent des Stiftes St. Blasii in Northeim gegen ein Vorwerk von 25 Hufen Landes mit der Vogtei und den Gerechtigkeiten des Dorfes Vaelde bei Uslar in der Ausdehnung, wie es die alten Urkunden ausweisen …“. Um 1590 gab es in Vahle 8 Halbspänner, 18 Kötner und einen Häusling.
Seit dem 1. März 1974 ist die ehemals selbständige Gemeinde ein Ortsteil der damals neu gegründeten Großgemeinde Uslar.

## Politik
Vahle hat einen fünfköpfigen Ortsrat, der seit der Kommunalwahl 2021 von vier Mitgliedern der „Wählergemeinschaft Vahle“ und dem parteilosen Stefan Emunds besetzt ist. Die Wahlbeteiligung lag bei 70 Prozent.

## Wirtschaft und Infrastruktur

### Verkehr
Durch Vahle führt nur eine Nebenstraße. Die nächsten Autobahnanschlussstellen befinden sich an der A 7 in Northeim, Nörten-Hardenberg und Göttingen. Es bestehen Busverbindungen nach Uslar und einigen umliegenden Orten.

### Wirtschaft
In Vahle selbst gibt es keine Industriebetriebe. Auch die Land- und Forstwirtschaft geht immer weiter zurück, so dass der überwiegende Teil der Berufstätigen in die umliegenden Orte und Städte auspendeln muss. Es gibt einen Hersteller und Vertreiber von Holzprodukten für Heizungen, einen Heizungsbaubetrieb, ein Unternehmen, das elektronische Steuerelemente für den Heizungsbau und eines, das Leuchtmittel herstellt und einige andere Selbständige.

## Kultur und Sehenswürdigkeiten

### Kapelle und Schule

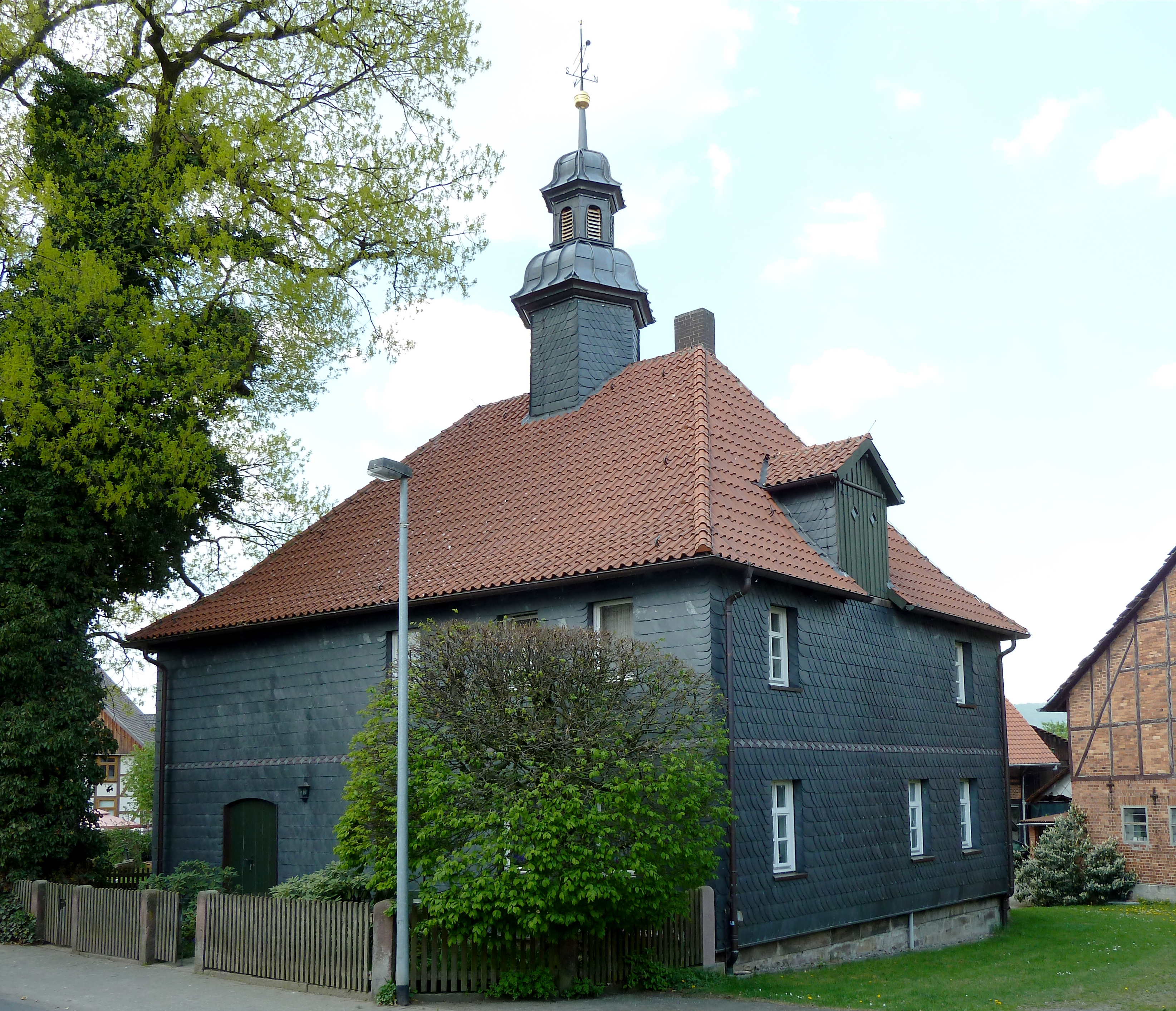
Kapell- und Schulgebäude

Die evangelisch-lutherische Kapelle in Vahle ist ein schmuckloser rechteckiger Fachwerkbau mit Walmdach. Die Wände sind heute ebenso wie der mittig angeordnete sechseckige Dachreiter außen mit Schieferplatten behängt. Das Gebäude wurde 1792 errichtet. Der Kapellenraum nimmt nur den Westteil des Hauses ein, im Osten sind die ehemalige Schule und die Lehrerwohnung untergebracht. Von der regional einzigartigen Sammlung von Totenkronen werden im Inneren der Kapelle noch zwei Exemplare aufbewahrt, die meisten wurden in das Uslarer Heimatmuseum gebracht.

### Sehenswürdigkeiten
- Ruine Bomhof, Ruine eines mittelalterlichen Wartturms im Solling (nördlich von Dinkelhausen)[4]
- Aussichtsturm Harzblick auf dem Großen Steinberg (nördlich von Vahle)
- Aussichtsturm Sollingturm auf dem Strutberg (unweit westlich von Vahle)
- Otto-Sorge-Grillhütte am Waldrand

### Vereine
- Dorfgemeinschaft Vahle e. V.

(Dieser Verein ist dafür gegründet worden, das Dorfgemeinschaftshaus in Vahle weiterzuführen, welches die Stadt Uslar abstoßen wollte. Der Verein „Dorfgemeinschaft e. V.“ dient ausschließlich dafür, das Zimmer mit Küchenzeile und sanitären Anlagen, auch Dorfgemeinschaftshaus genannt, zu betreiben.)
- Turnverein Vahle von 1924 e. V.
- Reiterverein Vahle e. V.
- Freiwillige Feuerwehr Vahle
- Jagdgenossenschaft Vahle